# Știucă
Știuca (Esox lucius) este un pește răpitor dulcicol sau salmastricol, din familia esocide (Esocidae), răspândit în apele stătătoare sau lin curgătoare, cu multă vegetație din zona temperată a Asiei, Europei și Americii de Nord. Are o lungime obișnuită de 30–40 cm și o greutate de 0,5–1 kg dar poate să atingă până la 2 m și o greutate de 25–30 kg. Corpul este alungit, aproape cilindric, puțin comprimat lateral, și acoperit cu solzi mici. Capul este turtit dorso-ventral și prelungit într-un bot lat, turtit, asemănător ciocului unei rațe. Gura este largă și înarmată cu numeroși dinți puternici și ascuțiți, limba prevăzută și ea cu dinți. Înotătoarea dorsală deplasată spre coadă, deasupra înotătoarei anale, dând astfel corpului forma de săgeată. Înotătoarea codală este bifurcată, cu lobii egali. Coloritul corpului variază după ape, de la cenușiu-verzui la galben-verzui pe spate, abdomenul alb-gălbui, laturile cu pete mari, cafenii, măslinii sau negricioase, care se unesc uneori, dând benzi transversale. Înotătoarele neperechi sunt gălbui-cenușii, cu pete brune sau negricioase, ce se unesc în dungi transversale. Înotătoarele perechi sunt roșcate.
Știuca este un pește răpitor foarte lacom, "rechinul" apelor dulci, care atacă nu numai peștii ci și păsările și mamiferele acvatice și se ia la bătaie și cu vidra.  Maturitatea sexuală o atinge la vârsta de 3-4 ani. Depune icre pe vegetație, în februarie-martie, când temperatura apei atinge 8—10°. Are valoare economică ridicată, atât peștele, cât și icrele. Carnea este destul de gustoasă, deși cam slabă și cu multe oase și se consumă sărată și sub formă de conserve (marinată în sos de roșii). Se poate reproduce și artificial. În România se găsește în toate râurile, jepșile, bălțile, iazurile, lacurile, de la Dunăre și până în zona mrenei.

## Denumirea științifică
Denumirea științifică Esox lucius, derivă din cuvintele latine Esox, numele dat de Pliniu unui pește (știucă sau somon) din Rin și lucius = știucă. Cuvântul latin Esox provine din cuvântul grec isox, și este înrudit cu rădăcină celtică eog, ehawc = somon.

## Denumiri populare
În toată țara i se zice știucă, iar la cea mică știuculiță. Pescarii din județul Ialomița și Ilfov de pe malul Dunării mai zic la știuca mică (până la 30 cm) și mârlița sau mârloae. Lipovenii și grecii din Dobrogea îi zic cu toții știucă, turcii îi mai zic și turna-balâc. I se mai zice știucoviță, cățea, ciucă, fâță, fiță, jidancă, rață, boaldă, tâlharul bălților, rechinul apelor.

## Dimensiuni și longevitate

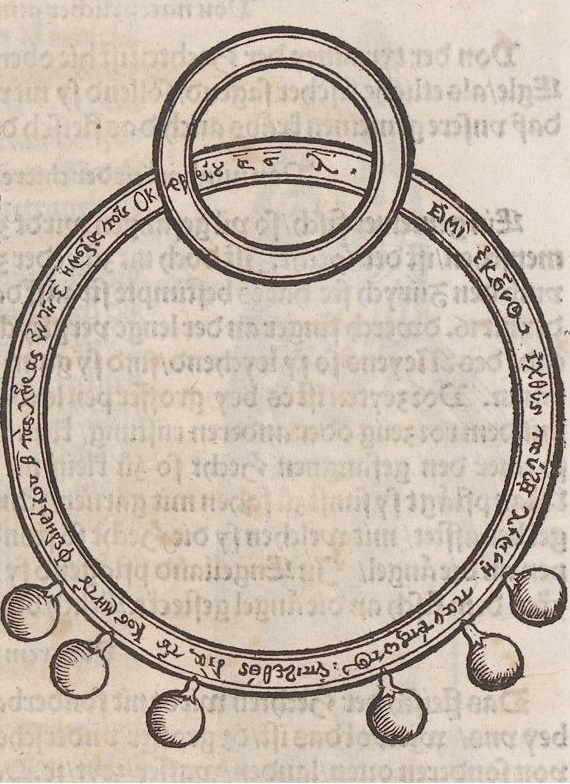
Inelul de aramă cu care a fost însemnată știuca gigant de Frederic II Barbarossa

Dimensiunile la care poate ajunge știuca sunt foarte mari. Femelele sunt totdeauna mai mari ca masculii.
Lungimea obișnuită a adulților este de 25-63 cm; lungimea medie a femelelor 55 cm,  iar a masculilor 40 cm; lungimea maximală a femelelor 1,5 m., iar a masculilor 1,37 m. Greutatea obișnuită 0,500-3 kg; greutatea maximală 35 kg. Longevitate maximală este de 33 ani, de obicei sub 12-15 ani.
După datele lui Kessler, publicate de L. P. Sabaneyev în 1959, dimensiunile maxime a știucilor din bălțile de pe lângă mănăstiri erau 2 m lungime și 50-80 kg greutate. De obicei știuca pescuită are o lungime de până la 1 m și o greutate de până la 12 kg, cu o medie de 50-60 cm, greutate de 1-2 kg și o vârsta de 4-6 ani.
Despre dimensiunile și longevitatea știucii au circulat mai multe legende în literatură. Astfel A. P. Sabaneev afirma că cea mai mare știucă pescuită vreodată, a fost știuca istorică a împăratului Frederic II Barbarossa, care a fost prinsă de el și apoi aruncată, după cum este scris pe inelul de aramă, în lacul Heilbronn (Kaiserslautern) în anul 1230. Ea a fost pescuită apoi de în anul 1497, adică peste 267 de ani. Avea o culoarea complet albă, măsura 6 m și cântărea 140 kg. Inelul și scheletul acestui pește se păstrează și astăzi la catedrala din Mannheim. Biologul german Oken a studiat în detaliu cronica istorică a acestei perioade și a constatat că Frederick al II-lea în acel moment trăia în Italia și nu putea pune inelul știucii. Ulterior a fost examinată coloana vertebrală a știucii gigant, expusă la Catedrala din Mannheim, și s-a dovedit că este o falsificare, ea fiind compusă din vertebrele de la 2 știuci diferite.

## Descrierea

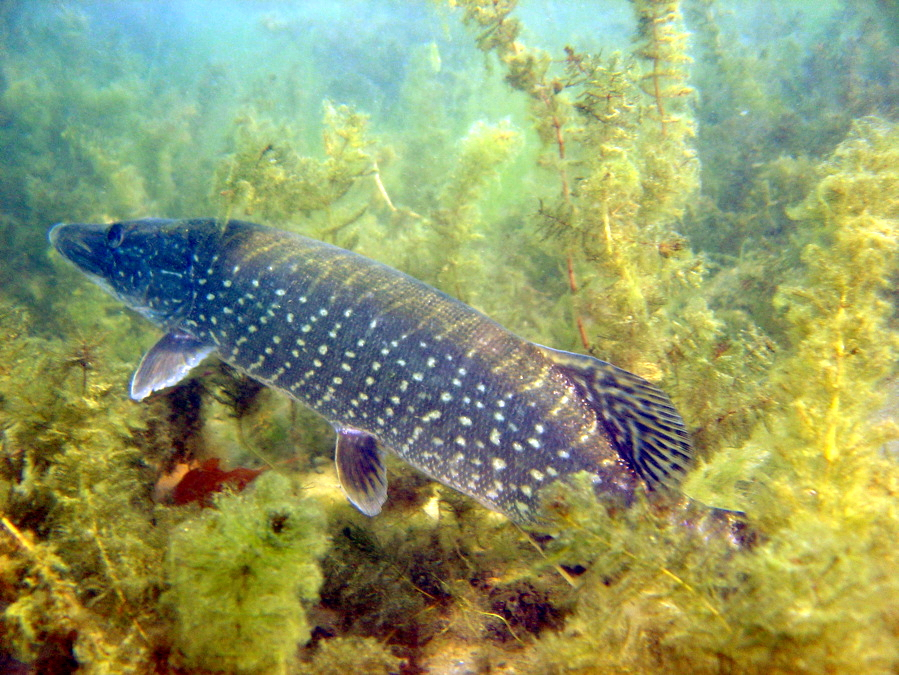
Știuca în habitatul său natural

- Corpul cu care spintecă cu ușurință apa este foarte alungit, gros, moderat înalt, fuziform sau în forma de săgeată, aproape cilindric în secțiune transversală, ușor comprimat lateral, acoperit cu solzi mărunți, cicloizi. Înălțimea maximă a corpului (între înotătoarele perechi) se cuprinde de 6 ori în lungimea totală, iar lățimea sa 1½ ori în înălțime; înălțimea maximă reprezintă 15,5-18,2% din lungimea corpului fără înotătoarea caudală, iar grosimea 55-70% din înălțime. Linia dorsală și linia ventrală a corpului merg aproape paralele în linie dreaptă și se scoboară brusc în jos (respectiv în sus) la originea pedunculului caudal. Profilul dorsal al corpului între vârful botului și ceafă este o linie ascendentă aproape dreaptă, cu o concavitate ușoară înaintea nărilor și o convexitate în dreptul ochilor; după ceafă, profilul corpului urcă foarte lin și este ușor curbat. Profilul ventral al corpului este aproape rectiliniu.[1][2][3][8]

- Capul mare, foarte lung și lat, comprimat dorso-ventral și lateral, prelungit într-un bot lung și lat. Lungimea capului intră de 3 ori și ceva în lungimea totală corpului și reprezintă 30,5-34,5% din cea a corpului.[1][2][3][8]

- Botul lung și lat, rotunjit pe partea superioară, puțin curbat, turtit în formă de cioc de rață. Lungimea botului reprezintă 39,5-44% din cea a capului, botul este mai lung decât lungimea regiunii postorbitare a capului.[1][2][3][8]

- Lângă ochi sunt așezate două nări mari, nara anterioară este rotundă, cea posterioară semilunară. Nările sunt apropiate între ele, fiind situate mult mai aproape de ochi decât de vârful botului și nu sunt acoperite de vreo răsfrângere pieloasă.[1][3]

- Pe partea superioară a capului se află o serie de pori destul de evidenți: prima pereche situată mult înaintea nărilor, a două pereche imediat în urma nărilor, a treia pereche între ochi, urmată de 4-5 perechi puțin în urma ochilor; unele perechi sunt situate median, altele lateral.[1]

- Ochii știucii sunt exact la jumătatea lungimii capului și sunt relativ mari, așezați sus, pe frunte, foarte aproape de marginile ei. Ochii sunt foarte mobili și permit vederea în sus, înainte și pe lături, astfel încât simțul vederii, la acest pește, este foarte dezvoltat. Diametrul ochiului este egal cu 1/7 din lungimea capului și reprezintă 9,3-17% din lungimea capului și 55-97% din spațiul interorbitar. Spațiul interorbitar ușor concav; lățimea spațiului interorbitar reprezintă 18,6-25,1% din lungimea capului.[1][2][3][8]

- Gura este foarte mare și largă și îi permite să înghită foarte mult; ea este orizontală, înarmată cu numeroși dinți ascuțiți și puternici, fără mustăți, și ocupă jumătate din lungimea capului, ajungând înapoi până sub ochi; deschiderea gurii ajunge puțin înaintea ochiului. Capătul maxilarului situat în urma marginii anterioare a ochiului, ajungând înaintea mijlocului ochiului, inserția mandibulei pe craniu este situată în urma marginii posterioare a ochiului. Falca inferioară (mandibula) este mai lungă decât cea superioară și este ieșită (proeminează) înaintea fălcii superioare. Falca superioară este formată din oasele maxilare și premaxilare (= intermaxilare).[1][2][3][8]

- Dinții sunt numeroși (circa 700), ascuțiți, puternici, inegali și sunt dispuși pe falca superioară numai pe premaxilar (maxilarele sunt lipsite de dinți), pe falca inferioară (pe dentar),  pe partea anterioară a cerului gurii (pe prevomer și palatine) și pe limbă.[1][2][3][8]

Cei mai mari și puternici dinți, numiți canini, se află pe falca inferioară, și anume pe osul dentar (îndeosebi în partea sa posterioară) și sunt dispuși pe un rând; forma lor este alungită, conică cu vârfurile încovoiate înapoi spre partea interioară și au rolul de prindere și reținere a prăzii. Dinții de pe falca inferioară sunt de diferite dimensiuni, pe lângă canini pe dentar mai sunt însă și dinți mici în formă de perie precum și dinți de rezervă.
Dinții de pe celelalte oase ale gurii sunt mai mici și deși, alungiți, ascuțiți și cardiformi (adică în formă de perie sau răzătoare), au vârfurile ascuțite îndreptate înapoi, spre faringe, și se pot afunda în mucoasa care acoperă oasele. De aceea, prada este ușor înghițită, iar în cazul în care ea încearcă să scape, dinții se ridică din mucoasă și se înfig în ea ca o mie de ace. Oasele premaxilare de pe falca superioară au dinți mici, dar puternici, pe mai multe rânduri. Vomerul este îngust, prevăzut cu dinți mărunți, în câteva rânduri. Palatinele sunt foarte mari, cu dinți mici pe mai multe rânduri; dinții rândului interior sunt mai mari. Pe limbă se află două rânduri de dinți mici.
La știuca are loc schimbarea caninilor de pe falca inferioară. Suprafața internă a fălcii inferioare este acoperită de un țesut moale, iar sub el se află rânduri oblice de 2-4 dinți substituenți (dinți de rezervă), adiacenți la fiecare canin, cu care formează un singur grup (familie). Atunci când un dinte funcțional este uzat, locul lui este ocupat de baza altui dinte adiacent substituent din aceeași familie. La început, el se clătină, apoi se fixează, și se concrește strâns de osul situat sub el. Dinți știucii nu sunt înlocuiți simultan. În același timp, o familie de dinți se termină pe marginea fălcii inferioare cu dinți vechi care se resorb, alta cu dinți puternici, funcționali, iar a treia cu dinți tineri, neîntăriți, recent deveniți funcționali. Această stare a dinților se observă la știucă în momente diferite ale anului. Cu toate acestea, nu este exclusă posibilitatea ca, în unele sezoane mai multe grupuri de dinții se schimbă, și în această perioadă știuca evită prada mare.
- Deschiderile branhiale sunt foarte largi întinzându-se până la istm. Membranele branhiale sunt libere, neatașate (necontopite) nici de istm, nici între ele,  înlesnind astfel înghițirea prăzii foarte mari. Doar în extremitățile lor anterioare membranele branhiale sunt legate între ele. Spinii branhiali sunt reduși la niște rânduri de proeminențe pe una sau ambele fețe ale arcurilor branhiale. Aceste proeminențe sunt scurte și groase, tuberculiforme, în formă de denticuli (dinți mici) ascuțiți. Numărul spinilor branhiali este de 29-45, mai frecvent, 33-39. Numărul radiilor branhiostegale este de 13-16, de obicei 14 sau 15 pe fiecare parte, de regulă 7 pe ceratohial și 8 pe epihial.[1][2][3][8]

- Pedunculul codal are o lungime mijlocie și nu este înalt. Lungimea pedunculului caudal reprezintă 13-15%, înălțimea minimă 6,5-7,5%, spațiul predorsal (de la marginea anterioară a bazei înotătoarei dorsale până la vârful botului) 68-76%, cel preanal (de la marginea anterioară a bazei înotătoarei anale până la vârful botului) 75-80%, iar cel preventral (de la marginea anterioară a bazei înotătoarei ventrale până la vârful botului) 53-57,5% din lungimea corpului fără caudală. [1][8]

- Toate înotătoarele sunt rotunjite, cu excepția codalei, care este adânc scobită. Înotătoarele dorsală și anală au marginea rotunjită și sunt scurte și împinse departe în regiunea posterioară a corpului spre rădăcina pedunculului caudal, la mică distanță de cea caudală; ele sunt suprapuse una alteia, dând astfel corpului forma de săgeată și servesc propulsiei de "sprinter" în mediul acvatic.[1][2][3][8]

- Știuca are o singură înotătoare dorsală scurtă, cu marginea superioară rotunjită; ea este deplasată mult spre coadă, la mică distanță de cea caudală, exact deasupra analei. Baza dorsalei mai scurtă decât înălțimea ei și aproximativ egală cu lungimea botului. Inserția dorsalei situată puțin înainte de cea a analei. Nu există o înotătoare adipoasă în urma dorsalei. Dorsala cu 6-10 radii neramificate, urmate de 13-17 radii ramificate; formula D VI—X 13—17.

- Înotătoarea anală este scurtă, cu marginea rotunjită și deplasată mult în partea posterioară a corpului, în apropierea caudalei. Inserția analei situată sub treimea anterioară a dorsalei. Originea analei situată puțin în spatele marginii anterioare a dorsalei. Lungime bazei înotătoarei anale mai mică decât înălțime ei și mai mică decât baza înotătoarei dorsale. Anala cu 4-7 radii neramificate, urmate de 10-16 radii ramificate; formula A IV—VII 10—16.

- Înotătoarea codală este mare și lungă, homocercă și bifurcată, fiind moderat scobită la mijloc, cu lobi egali și rotunjiți. Caudală cu 19 radii.

- Înotătoarele perechi, pectorale și ventrale, sunt mici, rotunjite, în formă de lopată. Lungimea pectoralelor și a ventralelor reprezintă 11,7-14%, din lungimea corpului.

- Înotătoarele pectorale sunt mici, cu marginea rotunjită; ele se inserează jos pe corp; baza lor se află sub opercul. Pectorala cu o radie (rar 2) neramificată, urmată de 12-16 radii ramificate; formula P I (II) 12—16.

- Înotătoarele ventrale sunt mici, cu marginea rotunjită; ele sunt situate abdominal, în spatele pectoralelor, aproape de mijlocul corpului. Vârful ventralelor nu ajunge până în dreptul marginii anterioare a dorsalei. Solzul axilar absent la baza ventralei. Ventrala cu 1-2 radii neramificate, urmate de 11 (rar 12) radii ramificate; formula V I—II 11 (12).

- Corpul este acoperit cu solzi cicloizi mici, lungăreți ovali și bine fixați. Solzii mici și netezi, acoperiți de un strat de mucus, reduc forța de frecare care împiedică mișcarea. Cu solzi mărunți este acoperit în întregime și istmul, ei întinzându-se și pe baza înotătoarei caudale. La baza înotătoarelor dorsală și anală se află o teacă de solzi. Baza înotătoarelor perechi și partea superioară a capului sunt nude, lipsite de solzi. Obrajii și fălcile complet acoperite cu solzi; opercularul și partea posterioară a preopercularului acoperite cu solzi numai în porțiunea lor superioară.[1][2][3][8]

- Linia laterală de pe mijlocul laturilor, prezentă la adulți, este completă și aproape rectilinie, la juvenili lipsește sau este incompletă și întreruptă. Pe linia laterală se află 121-144 solzi, din care 55-65 perforați de canalele laterale. Numărul de solzi deasupra liniei laterale (numărați vertical până la începutul înotătoarei dorsale) este de 14-17.  Numărul de solzi sub linia laterală  (numărați vertical până la începutul înotătoarei ventrale) este de 12-15. Aceasta se poate reda prin formula 121 (14—17/12—15) 144.[1][2][3][8] Fiecare solz de pe linia laterală este prevăzut cu câte un șănțuleț. Însă, în aceste șănțulețe nu se găsesc organele seismosenzoriale, caracteristice liniei laterale, ci organe chemosenzoriale; tot muguri chemosenzitivi se găsesc și în solzii situați deasupra și dedesubtul liniei laterale. Șanțurile seismosenzoriale ale liniei laterale se găsesc numai pe cap, mai ales pe falca inferioară. Prin urmare simțul chimic este foarte dezvoltat la acest pește, fapt care-i permite să semnaleze cu ușurință prezența prăzii.[2]

- Premaxilarele nu se ating. Frontalele ajung în contact cu supraoccipitalul. Există miodom, bazisfenoid, nazale, metacleitru, ectopterigoid. Mezocoracoidul absent în centura scapulară. Numărul vertebrelor este de 56-65. Prin orbită trece nervul olfactiv. [1][2][3][8]

- Stomacul este fără apendice în formă de sac; intestinul lung și nediferențiat, fără apendice pilorice; esofagul însă este foarte larg. Anusul la femele ca o adâncitură ovală, la masculi ca o fantă alungită.[14] Vezica înotătoare este simplă, foarte mare și comunică cu esofagul printr-un canal aerian (pești fizostomi), însă știuca nu respiră cu oxigen atmosferic.[3][8]

- Numărul diploid de cromozomi 2n = 50.[9]

## Coloritul

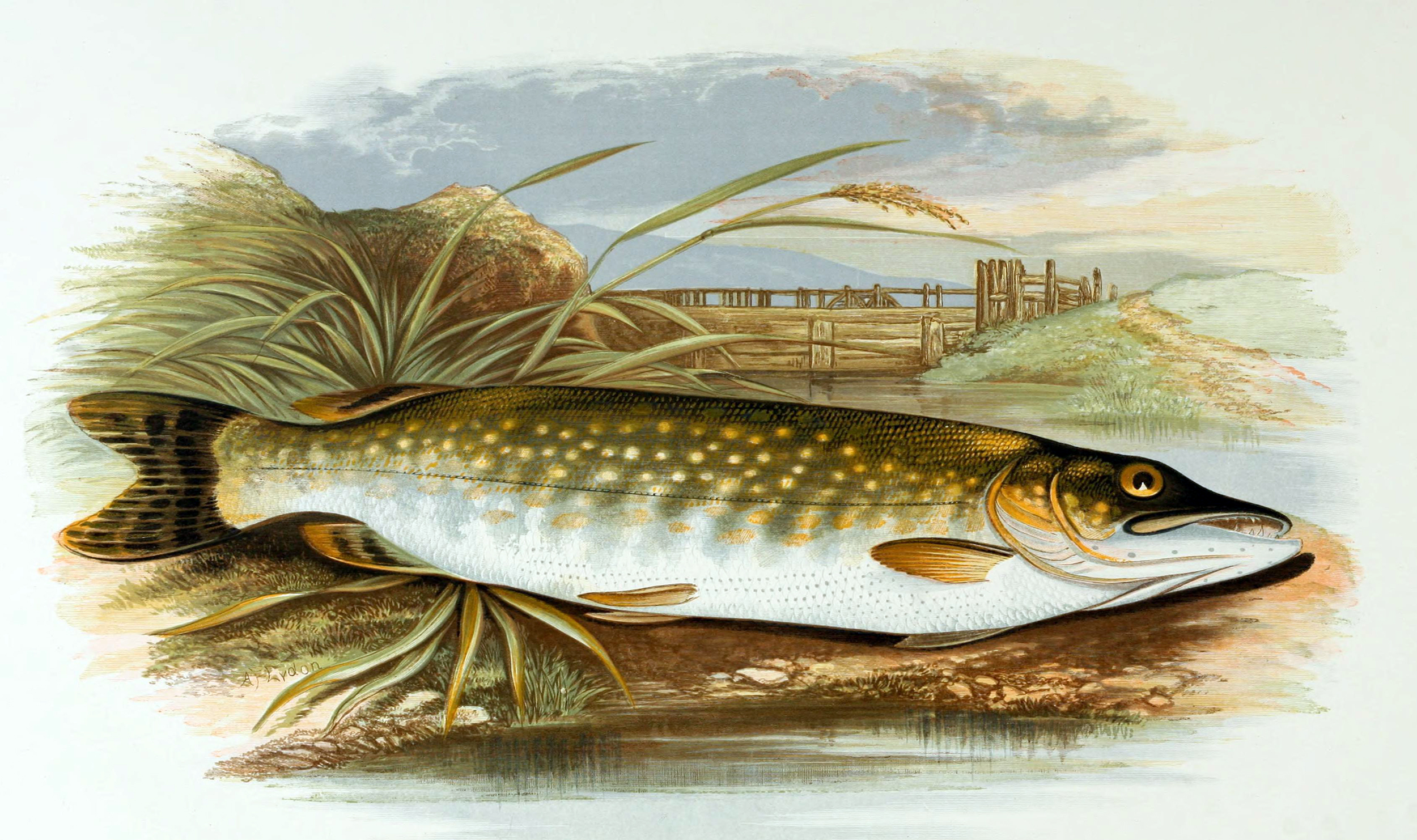

Coloritul fundamental al știucii este cenușiu-verzui sau cenușiu-cafeniu, spatele fiind mai închis, iar flancurile mai deschise. Colorația știucii variază foarte mult, după felul și limpezimea apei, natura și gradul de dezvoltare a vegetației de lângă mal, natura fundului, vârsta peștelui și anotimpul. Aceste variații ale culorii permite știucii să se adaptează mediului, camuflându-se printre plante. În bălțile nămoloase coloritul este mult mai întunecat decât în râuri sau în bălțile curate, iar în bălțile de cociocuri coloritul devine negru cu totul. În unele lacuri știuca are o culoare argintie.
Partea dorsală este cenușie-măslinie, cenușie-verzuie, galben-verzuie, cenușie-cafenie sau brună după felul apei, adesea cu dungi oblic transversale.
Flancurile (laturile) au aceiași culoare ca și spatele, dar sunt mai deschise. Pe flancuri sunt pete mari, gălbui, albicioase, cafenii, măslinii sau negricioase, care se unesc uneori, dând benzi transversale neregulate; câteodată, aceste pete sunt atât de dese, încât culoarea fundamentală, deschisă, apare numai din loc în loc, ca pete sau linii de coloare deschisă.
Abdomenul alb sau alb-gălbui cu puncte cenușiu sau negre.
Înotătoarele perechi (pectorale și ventrale) sunt roșcate sau roșu-gălbui. Înotătoarele neperechi (dorsala, anala și codala) sunt galben-cenușii, cenușii sau cafenii, cu un amestec de brun-roșcat; pe aceste înotătoare sunt pete brune sau negricioase, ce se unesc în rânduri/dungi transversale, mai mult sau mai puțin regulate.

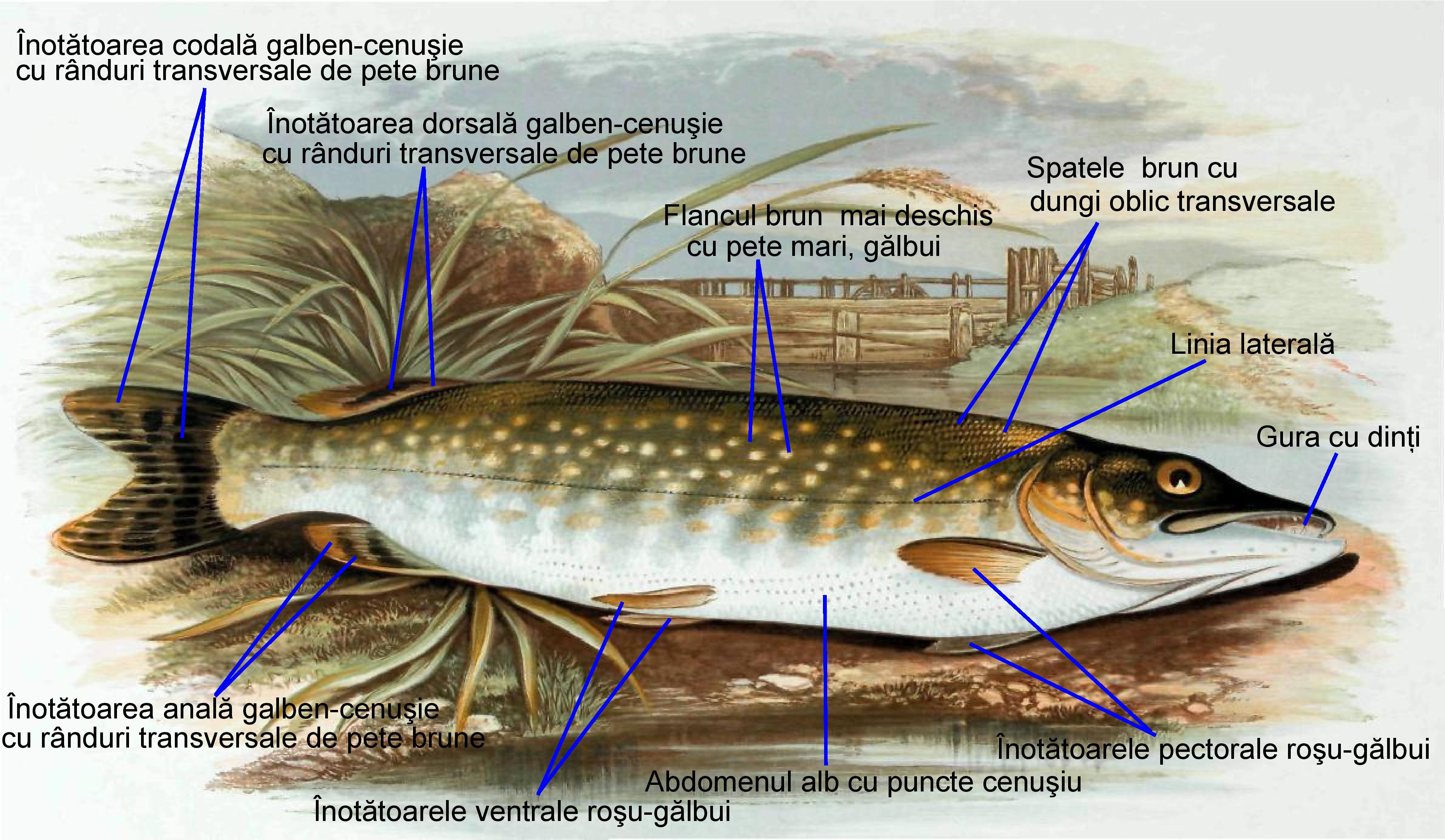